# Olga Mullina
Olga Mullina, née le 1er août 1992, est une perchiste russe.  

## Carrière
Son record personnel est de 4,67 m. Elle fait partie des 19 athlètes russes autorisés à concourir sous drapeau neutre pour les Championnats du monde d'athlétisme 2017,. 
Elle participe à l'épreuve de saut à la perche féminin aux championnats du monde 2017 et y termine 8e avec 4,65 m.
Le 3 mars 2018, elle termine à la 9e place de la finale des championnats du monde en salle de Birmingham avec 4,60 m, record personnel égalé.

## Palmarès
| Date | Compétition                    | Lieu             | Résultat | Marque |
| ---- | ------------------------------ | ---------------- | -------- | ------ |
| 2017 | Championnats du monde          | Londres          | 8e       | 4,65 m |
| 2018 | Championnats du monde en salle | Birmingham       | 9e       | 4,60 m |
| 2018 | Championnats d'Europe          | Berlin           | 11e      | 4,30 m |
| 2018 | Ligue de diamant               | Ligue de diamant | finale   | NM     |

## Records
| Épreuve          | Épreuve   | Performance | Lieu              | Date                                                                       |
| ---------------- | --------- | ----------- | ----------------- | -------------------------------------------------------------------------- |
| Saut à la perche | Plein air | 4,67 m      | Kuortane          | 17 juin 2017                                                               |
| Saut à la perche | En salle  | 4,60 m      | Moscou Birmingham | 17 février 2015 23 février 2016 5 février 2017 19 février 2017 3 mars 2018 |